# 周文华
周文华（1930年8月—2020年12月11日），男，黑龙江兰西人，中华人民共和国政治人物。

## 生平
早年毕业于莫斯科列宁中央团校。1954年，任共青团黑龙江省委部长、秘书长。1960年，任中共黑龙江省委第二书记秘书。后升任共青团黑龙江省委副书记、书记。1973年，任黑龙江省机械局副局长。1981年，改任中共合江地委副书记兼佳木斯市委书记。1985年，任中共黑龙江省委秘书长、省委副书记。1993年，当选为黑龙江省政协主席。
2020年12月11日在哈尔滨逝世。